# Марроне, Эмма
Эммануэла «Эмма» Марроне (итал. Emma Marrone; род. 25 мая 1984, Флоренция) — итальянская певица, автор песен, филантроп. Победительница популярного итальянского талант-шоу «Amici di Maria De Filippi», а также ей удалось занять первое место на престижном музыкальном фестивале в Сан-Ремо с песней «Non È L'inferno». Представительница Италии на конкурсе песни «Евровидение 2014», с песней «La Mia Città».

## Биография

### 1984 — 2009: Юность, участие в коллективах Lucky Star и M.J.U.R.
Эмма родилась во Флоренции, позже переехала с родителями в небольшой городок Арадео, который находится на юге Италии. Страсть к музыке певице передал её родной отец Розарио, который наблюдая, что девочка очень способна, в 9 лет взял Эмму на гастроли вместе с собой. Окончив школу, Эмма некоторое время работала продавщицей в магазине одежды.
Свою профессиональную музыкальную карьеру Эмма начала в 2003 году, когда приняла участие в итальянском реалити-шоу «Superstar Tour». Заняв первое место на этом проекте вместе с Лаурой Пизу и Коломбой Пане, девушки сформировали группу Lucky Star. Подписав контракт с лейблом «Universal Music», они выпустили дебютный сингл «Stile», который представили впервые на премии Italian Music Awards. Позже записав саундтрек к мультфильму «W.I.T.C.H.», группа реализовала свой дебютный студийный альбом под названием «LS3». Пластинку ожидал коммерческий провал, после чего группа распалась. В 2007 году, Эмма стала участницей нового музыкального проекта M.J.U.R., в котором выпустила одноименный альбом. По сравнению с диском «LS3», который был в стиле данс-поп, этот оказался более роковым. В итоге, как и Lucky Star, так и M.J.U.R. распались.

### 2009 — 2010: Победа на шоу «Amici di Maria De Filippi»
После таких неудачных проектов, Эмма решила пойти на кастинг популярного итальянского талант-шоу «Amici di Maria De Filippi». Пройдя весь отбор, певице удалось попасть в одну из команд, благодаря своему наставнику Чарли Рапино. За время программы у Эммы появилась конкуренция на победу, но несмотря на это у неё все получилось и она стала победительницей девятого сезона передачи. Подписав новый контракт с лейблом «Universal Music», в этот раз как сольный исполнитель, Эмма выпускает свой первый мини-альбом Oltre. В него вошло семь новых композиций, в том числе и сингл «Calore», который певица успела презентовать ещё находясь на шоу. Несомненно, композиция стала очень популярной, и достигнув вершины в сингловом чарте Италии, песня была сертифицирована «платиновой». В мае 2010 года выступив на ежегодной итальянской премии Wind Music Awards, певица получила награду «Мультиплатиновый альбом» за мини-альбом Oltre.

### 2010 — 2011:A Me Piace Cosìи фестиваль в Сан-Ремо
Осенью 2010 года состоялся релиз первого полноценного альбома Эммы. Перед выходом самой пластинки названой A me piace così, был выпущен заглавной сингл «Con Le Nuvole». Позже в продажу было запущено специальное издание самого альбома, которое помимо всех песен из оригинального трек-листа пластинки, включало EP Oltre в дополнении дуэтов с Крейгом Дэвидом и Неффой.
2011 год для Эммы начался участием в Фестивале Сан-Ремо, где вместе с рок-группой Modà, певица соревновалась за победу. В итоге музыканты заняли 2-е место с песней «Arriverà», уступив Роберто Веккьони. Несмотря на это, совместная работа Эммы и Modà держалась на первой строчке продаж синглов долгое время, а в конце года «Arriverà» вошла даже в десятку лучших песен 2011 года. После фестиваля, Эмма гастролировала по всей Италии, выступая на одной сцене с Тейлор Свифт, Джанной Наннини, Васко Росси.

### 2011 — 2012:Sarò Liberaи победа на «Сан-Ремо»
20 сентября выходит второй студийный альбом певицы Sarò Libera, в поддержку которого был выпущен одноименный сингл. Пластинка разошлась тиражом в более 120 тысяч проданных копий, став «мультиплатиновым» диском. В январе 2012 года было объявлено, что впервые сольно Эмма примет участие в Фестивале Сан-Ремо с песней «Non È L'inferno», написанной фронтменом группы Modà. 19 февраля певице удалось победить на фестивале, и в честь такого события она выпустила переиздание альбома Sarò Libera, куда вошла сама песня-победитель «Non È L'inferno».
В марте возвращается на шоу «Amici» Марии Де Филиппи, но на этот раз в качестве тренера, чтобы подготовить одну из команд. В апреле состоялся релиз сингла «Cercavo Amore», который последовал после успешной «Non È L'inferno». Несомненно и эта композиция попала на все главные радиостанции Италии, что и позволило достичь 1-го места в итальянском хит-параде и быть сертифицированной «платиновой». Также, «Cercavo Amore» была добавлена в компиляцию к танцевальной игре «Just Dance 4», где кроме этой песни не было больше ни одной на итальянском языке.

### 2013 — ныне:Schiena, «Евровидение» иE Live
В 2013 году Эмма вновь вернулась на сцену фестиваля Сан-Ремо. В четвёртый день фестиваля Эмма выступает в качестве приглашённого артиста с Аннализой. Девушки исполнили композицию «Per Elisa».
В 2013 году, Эмма вновь в качестве тренера возвращается на шоу «Amici». Её подопечный Морено, выиграл двенадцатый сезон, став первым рэпером которому это удалось. В начале марта, Эмма запустила свой сингл «Amami» для предзаказа, таким образом это был первый случай, когда сингл итальянского исполнителя можно было предзаказать перед продажей. С выходом самого сингла, Эмма объявила о выпуске своего третьего студийного альбома. Так, 9 апреля реализуется пластинка Schiena и дебютирует сразу с первого места в итальянском чарте, оставшись лидером на следующие три недели. Выпустив ещё один сингл в поддержку альбома — песню «Dimentico Tutto», Эмма получает 6 номинаций на ежегодную премию World Music Awards, а затем номинируется в категории «Best Italian Act» на международную премию MTV EMA. Далее последовал сингл «L'amore Non Mi Basta», после которого было выпущено переиздание альбома Schiena, состоявшее из двух дисков: на первом оригинальное издание альбома Schiena с новой песней «La Mia Città», а на втором его акустическая версия.
2014 год для Эммы начался с самым главным событием для неё: представлением её родной страны Италии на ежегодном песенном конкурсе «Евровидение». Об этом впервые сообщил национальный итальянский телеканал «RAI» 21 января, несмотря на то, что заранее уже ходили слухи. Это был первый случай с 1991 года, когда артиста представлявшего Италию на «Евровидении» объявили заранее до фестиваля в Сан-Ремо.
Несмотря на то, что с песней «La Mia Città» Эмма должна была представлять Италию на «Евровидении 2014», в конце января была выпущена баллада «Trattengo Il Fiato» в качестве четвертого сингла из альбома Schiena. Позже одна из новых песен Эммы «Acqua E Ghiaccio», вошла в саундтрек к итальянскому телесериалу «Braccialetti Rossi». В марте певица начала активное промо своего участия на конкурсе «Евровидении 2014». Помимо различных выступлений с песней «La Mia Città», Эмма выпустила официальный видеоклип на неё. 10 мая Эмма выступила в финале «Евровидения 2014», заняв 21-е место и показав самый худший результат Италии за все время участия.
Летом, после завершения конкурса, певица отправилась в небольшой тур, под названием Emma Limited Edition. В рамках турне Эмма выступила с Давидом Бисбалем, Руфусом Уэйнрайтом, Лореданой Берте, Алессандрой Аморозо и другими известными исполнителями. 11 ноября, того же года, выходит первый концертный альбом Эммы E Live, записанный 7 июля во время тура на Арене ди Верона. В поддержку вышел сингл «Resta Ancora Un Po'», который в 2012 году Эмма написала для итальянского певца Антонино.
В 2015 году Эмма выпустила четвёртый студийный альбом «Adesso», затем Эмма в двух сезонах стала наставницей своей команды в программе, где она делала первые шаги в сольной карьере.
Сейчас Эмма планирует выступить на международной сцене.

## Дискография

### Студийные альбомы
- 2010 — A me piace così / Мне это нравится
- 2011 — Sarò libera / Я буду свободна
- 2013 — Schiena / Спины
- 2016 — Adesso / Настоящее
- 2018 – Essere qui

### Другие альбомы
- 2010 — Oltre / Более (мини-альбом)
- 2014 — E Live (концертный альбом)
- 2015 — Trepuntozero (видеоальбом)

## Видеография
- «Calore» (2010)
- «Un Sogno A Costo Zero» (2010)
- «Sembra Strano» (2010)
- «Con Le Nuvole» (2010)
- «Cullami» (2010)
- «Arriverà» (feat. Modà) (2011)
- «Io Son Per Te L'amore» (2011)
- «Tra Passione E Lacrime» (2011)
- «Non È L'inferno» (2012)
- «Cercavo Amore» (2012)
- «Maledetto Quel Giorno» (2012)
- «Amami» (2013)
- «Dimentico Tutto» (2013)
- «L'amore Non Mi Basta» (2013)
- «Trattengo Il Fiato» (2014)
- «La Mia Città» (2014)
- «Occhi Profondi» (2015)
- «Arriverà L'Amore» (2015)
- «Io di te non ho paura» (2016)